# Lasztomér
Lasztomér (szlovákul: Lastomír) község Szlovákiában, a Kassai kerület Nagymihályi járásában.

## Fekvése
Nagymihálytól 5 km-re délre, a Laborc partján fekszik.

## Története
1288-ban nemesi birtokként „Lezthemer” alakban említik először. 1302-ben „Leztemer”, 1389-ben „Lestemir”, 1391-ben „Kysleztemer”, 1412-ben „Fel Leztemer” alakban szerepel a korabeli forrásokban. A 14. és a 17. század között két faluból, Nagy- és Kislasztomérből állt. A település virágkorát 1420 és 1460 között élte, amikor 1305, illetve 1680 lakos élt a két faluban. 1715-ben 27 lakatlan és csak 7 lakott háza volt. 1787-ben 108 házában 956 lakos élt. Három kastély állt a településen: a Boronhay, Vladár és Szemere család tulajdonában.
A 18. század végén Vályi András így ír róla: „LASZTOMÉR. Magyar, és tót falu Zemplén Várm. földes Urai több Uraságok, lakosai külömbfélék, fekszik Laborcza vizének partyán, Nagy Mihály Városához 1/2, Szelepkához 1 órányira, térséges határja három nyomásbéli, földgye fekete agyagos, és homokos, terem leg inkább búzát, gabonát, és tengerit, árpát, és zabot középszerűen, erdeje, szőleje nints, piatza Nagy Mihályon.”
1828-ban 1137 háza és 1001 lakosa volt. 1832-től cukorgyár működött a községben. Lakói közül sokan részt vettek az 1831-es felvidéki parasztfelkelésben, valamint az 1848-49-es szabadságharcban is, amikor 50 lasztoméri csatlakozott a kassai szlovák önkéntes csapatokhoz.
Fényes Elek 1851-ben kiadott geográfiai szótárában így ír a faluról: „Lasztomér, tót-orosz f., Zemplén vmegyében, N. Mihály fil. 140 r., 444 g. kath., 78 evang., 40 zsidó lak. Evang. szentegyház. Szép kastély és kert. 630 h. szántóföld. Jó rétek. F. u. többen.”
Az 1866-ban kitört kolerajárványnak 130 lakos esett áldozatul. 1880 és 1910 között sok lakója kivándorolt.
Borovszky Samu monográfiasorozatának Zemplén vármegyét tárgyaló része szerint: „Lasztomér, laborczmenti tót kisközség, Ung vármegye határán, 254 házzal s 1305 lakossal, kiknek nagyobb része gör. kath. vallású. Postája, távírója és vasúti állomása Nagymihály. Innen vette nevét ősi birtokosa, a Lasztoméri család. 1407-ben Kakonya Lőrincz a földesura. 1410-ben az Uporiak némely birtokrészekre kir. adományt kapnak, azonban 1414-ben már Leszteméri Imrét uralja s ekkor a község neve Leztemer alakban szerepel. 1460-tól kezdve egy ideig két Lesztemér áll fenn, melyek közül az egyiket Kis jelzővel különböztetik meg a másiktól. 1460-ban a Nátafalusi Csontosok, 1477-ben Nagymihályi Balázs, 1490-ben meg a Harkányi és a Korcsvai családok, 1551-ben Bayor Leonard, 1552-ben Deregnyey Mihály, 1560-ban Bessenyőy Mihály és Deregnyey Kozma, 1563-ban Péchy Gáspár, Sólyom Péter és Kapy Ferencz, 1571-ben Henselőczy Miklós vannak említve birtokosaiként, míg az 1598-iki összeírás Daróczy Mihály és Pál, Csicsery János, Cseley János özvegye, Nagymihályi Zsigmond özvegye, Nyárády Albert, Füzesséry András, Henselőczy Balázs, György és Miklós és Pribék Ferencz nevével kapcsolja össze. 1612-ben Izdenczy Györgyöt, 1681-ben Usz Ferenczet és 1747-ben Dravetzky Lászlót iktatják némely részeibe. Későbbi földesurai a Boronkay, Vladár, Szirmay, Füzesséry, Domcsó, Szőllőssy, Kovács, Wahl, Szánky, Szilvássy, Olchváry, Balogh, Bánóczy, Nyeviczkey, Bekes, Gogh, Kereskényi, Nikléczy, Keresztúri, Zetvay, Szemere, Tomcsányi és Bottka családok. Most nagyobb birtokosa nincsen. Említést érdemel három régi kúriája. Az egyik a Boronkay, a másik a Vladár, a harmadik a Szemere családé volt. Ez utóbbi most Szemere Gézáé, de a másik kettő idegen kézen van. A községben két templom van, melyek közül a gör. kath. 1891-ben, az ev. ref. a XVII. században épült; de 1900-ban újat kellett épiteni. A Laborcz folyó közepén még ma is láthatók az ősi templom romjai. Lasztomér határában volt hajdan Zádorháza község, melyre 1415-ben a Perényiek kaptak kir. adományt. Ez 1431-ben a Zádorházi Miklósé, 1563-ban már praedium és Kapy Ferencz, Sólyom Péter és Péchy Gáspár bírják. Említik Zádorfalva néven is.”
1920-ig Zemplén vármegye Nagymihályi járásához tartozott.
1944. november 26-án foglalta el a Vörös Hadsereg. A háború után lakóinak száma növekedett.

## Népessége
| Év:            | 1994. | 2004.   | 2014.   | 2024.   |
| -------------- | ----- | ------- | ------- | ------- |
| Emberek száma: | 1174  | 1159    | 1153    | 1243    |
| Eltérés:       |       | -1,27 % | -0,51 % | +7,80 % |

| Év:            | 2023. | 2024.   |
| -------------- | ----- | ------- |
| Emberek száma: | 1246  | 1243    |
| Eltérés:       |       | -0,24 % |

1880-ban 1536 lakosából 138 magyar és 1273 szlovák anyanyelvű volt.
1890-ben 1353 lakosából 76 magyar és 1143 szlovák anyanyelvű volt.
1900-ban 1305 lakosából 179 magyar és 1060 szlovák anyanyelvű volt.
1910-ben 1290 lakosából 184 magyar és 1060 szlovák anyanyelvű volt.
1921-ben 1254 lakosából 27 magyar és 1107 csehszlovák volt.
1930-ban 1233 lakosából 6 magyar és 1144 csehszlovák volt.
1970-ben 1248 lakosából 1 magyar és 1233 szlovák volt.
1980-ban 1180 lakosából 3 magyar és 1167 szlovák volt.
1991-ben 1125 lakosából 4 magyar és 1105 szlovák volt. 
2001-ben 1166 lakosából 1112 szlovák és 2 magyar volt.
2011-ben 1163 lakosából 1061 szlovák, 45 cigány, 7 ukrán, 6 cseh, 3 ruszin, 1 magyar és 50 ismeretlen nemzetiségű volt.
2021-ben 1248 lakosából 1210 szlovák, 8 cigány, 2 ruszin, 15 egyéb és 13 ismeretlen nemzetiségű.

## Nevezetességei
- Római katolikus temploma 1996-ban épült modern épület. A Szentlélek tiszteletére szentelték. A régi templom a korabeli források szerint a falu közepén, a temető előtt állt, fa harangtornya volt.
- Evangélikus temploma 1784-ben épült.
- Görögkatolikus temploma 1891-ben készült.
- Ortodox temploma 1994-ben létesült.

## Ismert személyek
- Itt született 1874. május 10-én Szemere Béla magyar sebész, főorvos, országgyűlési képviselő.
- Itt született 1935. május 26-án Helena Sigullová-Ropoviková szlovák írónő.